# Queen at Wembley
«Queen at Wembley» — це відео, записане на старому стадіоні «Вемблі», Лондон, Англія, в суботу 12 липня 1986 року під час концерту британського рок-гурту «Queen», який проходив в рамках «The Magic Tour», а потім відбувся його перший випуск в моно «The Tube Special» на телебаченні з одночасною стереофонічною радіопередачею, таким чином, глядачі мали можливість вибору. Глядачі могли відключити звук своїх телевізорів та увімкнути звук найближчого радіо і «насолоджуйтеся першим в світі стерео-мовленням» таким же чином, яким іноді пропонувалися попередні живі (у цьому випадку, попередньо записані) класичні виступи. Вперше відео було випущене в грудні 1990 року як відредаговане VHS (пропущено 9 пісень), потім як аудіо-CD у 1992 році, після чого вийшов DVD під назвою «Queen: Live at Wembley Stadium» (повністю), яке збіглося з перевиданням на CD у 2003 році. DVD-диск став п'ять разів платиновим у Сполучених Штатах, чотири рази платиновим у Великій Британії і досяг багатоплатинового статусу в усьому світі. 5 вересня 2011 року було випущено 25-й ювілейний концерт у вигляді стандартного набору на 2-х DVD і делюкс-набору на 2-х DVD і 2-х CD, який також вперше включав весь концерт, який відбувся в п'ятницю 11 липня 1986 року на DVD. «Eagle Rock Entertainment» випустили 25-й ювілейний випуск у США й Канаді 12 березня 2013 року.

## Трек-лист

### Диск перший
1. One Vision
2. Tie Your Mother Down
3. In the Lap of the Gods… Revisited
4. Seven Seas of Rhye
5. Tear It Up
6. A Kind of Magic
7. Under Pressure
8. Another One Bites the Dust
9. Who Wants to Live Forever
10. I Want to Break Free
11. Impromptu
12. Brighton Rock Solo
13. Now I'm Here
14. Love of My Life
15. Is This the World We Created...?
16. (You're So Square) Baby I Don't Care
17. Hello Mary Lou
18. Tutti-Frutti
19. Gimme Some Lovin'
20. Bohemian Rhapsody
21. Hammer to Fall
22. Crazy Little Thing Called Love
23. Big Spender
24. Radio Ga Ga
25. We Will Rock You
26. Friends Will Be Friends
27. We Are the Champions
28. God Save the Queen

### Диск другий

#### Дорога на Вемблі
- Інтерв'ю Браяна Мея і Роджера Тейло (2003) (28 хвилин)
- Інтерв'ю Гейвіна Тейлора (директор) і Геррі Стікллса (тур-менеджер) (19 хвилин)
- A Beautiful Day — документальний фільм Руді Долезала про підготовку концертів «Queen» на «Вемблі» (30 хвилин)
- Tribute to the Wembley Towers — кадри демонтажу сцени на стадіоні «Вемблі», що йдуть зі спогадами Роджера і Браяна про концерти на цьому знаменитому стадіоні під музику з «These Are the Days of Our Lives» (інструментал) (5 хвилин)

#### Unseen Magic
- Friday Concert — кращі моменти п'ятничного концерту (28 хвилин):

1. A Kind of Magic
2. Another One Bites The Dust
3. Tutti Frutti
4. Crazy Little Thing Called Love
5. We Are The Champions (кінець)
6. God Save The Queen

- Rehearsals — аматорське знімання з репетицій концерту (10 хвилин)
- Picture Gallery — галерея фотографій з концерту (5 хвилин) (Фонова музика для цього доповнення — повна, невидана оригінальна версія «A Kind of Magic», використана у фільмі «Горець»)

#### Queen Cams
У 4 треках представлено Браяна, Роджера, Джона і Фредді у різних ракурсах:
1. One Vision
2. Under Pressure
3. Now I'm Here
4. We Are the Champions

## Аудіо
PCM стерео і DTS 5.1 об'ємний звук

## Всі учасники концерту
Оригінальний концерт розпочався о 4:00 вечора з квитками вартістю £ 14,50, чотири гурти виступали в наступному порядку:
1. INXS
2. The Alarm
3. Status Quo
4. Queen

## Чарти і сертифікації
| Чарт (2003)                                  | Позиція | Ref(s) |
| -------------------------------------------- | ------- | ------ |
| Австралія (Australian Top 40 DVDs Chart)     | 1       | [ 3 ]  |
| Австрія (Austrian Top 10 DVDs Chart)         | 5       | [ 4 ]  |
| Норвегія (Norwegian Music DVDs Chart)        | 3       | [ 5 ]  |
| Велика Британія (UK Music Video Chart (OCC)) | 1       | [ 6 ]  |

| Чарт (2005)                      | Позиція | Ref(s) |
| -------------------------------- | ------- | ------ |
| Угорщина (Hungarian Top 20 DVDs) | 7       | [ 7 ]  |

| Чарт (2018-2019)                               | Позиція | Ref(s)      |
| ---------------------------------------------- | ------- | ----------- |
| Австралія (Australia Music DVD Chart (ARIA))   | 1       | [ 8 ] [ 9 ] |
| Іспанія (Spanish Music DVD Chart (Promusicae)) | 2       | [ 10 ]      |
| Швейцарія (Swiss Music DVD Chart (Hitparade))  | 1       | [ 11 ]      |
| Велика Британія (UK Music Video Chart (OCC))   | 1       | [ 12 ]      |

| Регіон                                                                                          | Сертифікація  | Продажі  |
| ----------------------------------------------------------------------------------------------- | ------------- | -------- |
| Аргентина (CAPIF)                                                                               | Платиновий    | 8000^    |
| Австралія (ARIA)                                                                                | 4× Платиновий | 60 000^  |
| Австрія (IFPI Austria)                                                                          | Золотий       | 5000*    |
| Франція (SNEP)                                                                                  | Діамантовий   | 100 000* |
| Німеччина (BVMI)                                                                                | 4× Платиновий | 200 000^ |
| Мексика (AMPROFON)                                                                              | Платиновий    | 20 000^  |
| Нова Зеландія (RIANZ)                                                                           | Платиновий    | 5000^    |
| Польща (ZPAV)                                                                                   | Платиновий    | 10 000*  |
| Велика Британія (BPI)                                                                           | 7× Платиновий | 350 000^ |
| США (RIAA)                                                                                      | 5× Платиновий | 250 000^ |
| *продажі, що базуються лише на сертифікаціях ^відвантаження, що базуються лише на сертифікаціях |               |          |